# Pseudaleyrodes depressus
Pseudaleyrodes depressus là một loài côn trùng cánh nửa trong họ Aleyrodidae, phân họ Aleyrodinae.
Pseudaleyrodes depressus được Hempel miêu tả khoa học đầu tiên năm 1922.